# Cerodontha stuckenbergiella
Cerodontha stuckenbergiella är en tvåvingeart som beskrevs av Spencer 1977. Cerodontha stuckenbergiella ingår i släktet Cerodontha och familjen minerarflugor. Inga underarter finns listade i Catalogue of Life.